# Шлибен, Фридерика фон
Графиня Фридерика Амалия фон Шлибен (нем. Friederike Amalie Gräfin von Schlieben; 28 февраля 1757 — 17 декабря 1827) — прусская аристократка, жена герцога Фридерика Карла Людвига Шлезвиг-Гольштейн-Зондербург-Бекского. Бабушка датского короля Кристиана IX.

## Биография
Фридерика родилась в Кёнигсберге и была второй и младшей дочерью графа Карла Леопольда фон Шлибена и его жены графини Марии Элеоноры фон Лендорфф.
Фридерика вышла замуж за Фридриха Карла Людвига, герцога Шлезвиг-Гольштейн-Зондербург-Бекского 9 марта 1780 года в Кёнигсберге. У них родилось трое детей:
- Фридерика Шлезвиг-Гольштейн-Зондербург-Бекская (13 декабря 1780 — 19 января 1862)[1] — была замужем за Сэмюэлем фон Рихтхофеном;
- Луиза Шлезвиг-Гольштейн-Зондербург-Бекская (28 сентября 1783 — 24 ноября 1803)[1] — была замужем за Фридрихом Фердинандом Ангальт-Кётенским;
- Фридрих Вильгельм, герцог Шлезвиг-Гольштейн-Зондербург-Глюксбургский (4 января 1785 — 27 февраля 1831)[1] — был женат на Луизе Каролине Гессен-Кассельской.

## Титулы
- 28 февраля 1757 — 9 марта 1780: Её Светлость графиня Фридерика фон Шлибен
- 9 марта 1780 — 25 марта 1816: Её Светлость герцогиня Шлезвиг-Гольштейн-Зондербург-Бекская
- 24 апреля 1816 — 17 декабря 1827: Её Светлость вдовствующая герцогиня Шлезвиг-Гольштейн-Зондербург-Бекская